# 懷特科恩 (密蘇里州)
懷特科恩（英語：Whitecorn）是位於美國密蘇里州聖查爾斯縣的非建制地區。

## 地理
懷特科恩所處的海拔為高於海平面133米（即436英呎），而該地所採用的時區為UTC-6，即北美中部時區（CST）。同時該地設有夏令時間，為UTC-6調快一小時，即UTC-5（CDT）。